# لويس نيلسون
لويس نيلسون (بالإنجليزية: Louis Nelson)‏ هو عازف جاز أمريكي، ولد في 17 سبتمبر 1902 في نيو أورلينز في الولايات المتحدة، وتوفي في 5 أبريل 1990.

## وصلات خارجية
- لويس نيلسون على موقع ميوزك برينز (الإنجليزية)
- لويس نيلسون على موقع ديسكوغز (الإنجليزية)